# Meer van Dirkshorn
Het meer van Dirkshorn is een waterplas, die is ontstaan bij de aanleg van de nieuwe Provinciale weg 245 tussen Alkmaar en Schagen. Het meer ligt ten oosten van Dirkshorn en wordt van deze plaats gescheiden door de N245.
Bij de aanleg van de provinciale weg in de jaren zeventig van de 20e eeuw werd het voor de nieuwe weg benodigde zand gewonnen op de plek waar het meer is ontstaan. Voor het uitbaggeren werd een omgebouwd binnenschip over de weg naar de baggerplaats nabij Dirkshorn vervoerd. Het meer heeft daarna een recreatieve functie gekregen. Via de ringsloot en de ringvaart is het meer verbonden met de kanalen in West-Friesland. Het meer is een slaapplaats voor smienten, wilde eenden en meerkoeten. Het meer van Dirkshorn en zijn oevers maken deel uit van de provinciale ecologische hoofdstructuur.
In 2014 kwam het meer landelijk in het nieuws toen er een Pools meisje verdronk.